# 29 de grade la umbră
29 de grade la umbră sau Douăzeci și nouă de grade la umbră (în franceză: 29 degrés à l'ombre) este o piesă de comedie într-un act de Eugène Labiche. A fost interpretată pentru prima dată la Paris la Théâtre du Palais-Royal la 9 aprilie 1873.
Este una dintre rarele piese (dintr-un total de 174) pe care Labiche le-a scris singur, celelalte fiind:
- Un jeune homme pressé (1848)
- Un garçon de chez Véry (1850)
- Le Petit Voyage (1868)

A fost publicată de éditions Dentu în 1873.

## Rezumat
Într-o duminică de vară, Pomadour îi primește pe doi dintre prietenii săi, precum și pe Adolphe, un străin invitat pe neașteptate. După ce Pomadour l-a surprins pe Adolphe sărutându-i soția, se înfurie și se întreabă ce răspuns să-i dea acestui afront. Prietenii săi l-au asigurat că, în caz de duel, adversarul se străduiește să nu se apere. Astfel, Pomadour cere un duel cu sabia. După ce își dă seama că Adolphe este un spadasin priceput care este hotărât să se apere, Pomadour încearcă să iasă din această situație proastă. Soția lui vine apoi în ajutorul lui, în felul ei.

## Distribuție
| Personaj         | Actor               |
| ---------------- | ------------------- |
| Pomadour         | Jean-Marie Geoffroy |
| Adolf            | Lhéritier           |
| Courtin          | Pellerin            |
| Piget            | Lassouche           |
| Thomas, grădinar | Guyot               |
| Dna. Pomadour    | Z. Reynold          |

## Reprezentații
- 9 aprilie 1873, teatrul Palais-Royal
- 20 ianuarie 1940, Comédie-Française : regia André Brunot
- 12 octombrie 1969, Comédie-Française: regia Jean Piat

## Analiză
Această piesă a avut inițial doar un succes mediu: a fost jucată doar 46 de zile la rând, ceea ce a fost onorabil, dar nu prea mult pentru aceea perioadă, iar criticile nu au fost foarte favorabile. Abia după mai multe reprezentații, această piesă și-a arătat adevărata valoare.
A intrat în repertoriul Comédie-Française la 20 ianuarie 1940.

## Traduceri și adaptări
În 1965, pentru Teatrul Național Radiofonic, a fost tradusă și adaptată radiofonic de Lucia Pascal și Victoria Gheorghiu. Regia artistică a fost semnată de Mihai Pascal. În rolurile principale au interpretat Grigore Vasiliu Birlic ca Pomadour, Nineta Gusti, Nicky Atanasiu, Florin Scărlătescu, George Groner, Haralambie Polizu și Ion Marinescu.